# 対角線

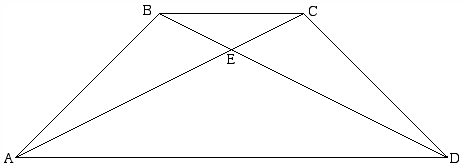
四角形ABCDの対角線は線分AC, BDである。

対角線（たいかくせん、英: diagonal）とは、単純多角形や多面体において、異なる2つの頂点を結ぶ線分のうち辺を除く線分のこと。
2次元内における単純多角形が凸多角形ならば、その対角線の両端以外は、その多角形内部に含まれる。
3次元以上における凸多面体の対角線は、面上にあるものと内部を通るものがあり、それぞれ面対角線、体対角線と呼ばれる。

## 多角形の対角線
「隣り合わない頂点を結んだ線分」あるいは「頂点と頂点を結ぶ直線の中で辺ではない線分」などと定義される。
多角形が凸であることは、多角形の全ての対角線の両端以外がその多角形の内部に含まれることの必要十分条件である。
3以上の自然数n に対して、n角形の対角線の本数 dn は、
- 1つの頂点あたり n − 3本あり、頂点の数を掛けると2回ずつカウントとなる：
- 頂点を結ぶ線分が、異なる n個から2個を選ぶ組み合わせだけあり、それらのうち辺（n本だけある）でないものが対角線全体である[4]：

などと考えることができ、 次のようになる：
{\displaystyle d_{n}={\frac {n(n-3)}{2}}{\Bigl (}{=}\;{}_{n}{\rm {C}}_{2}-n={\frac {n(n-1)}{2}}-n{\Bigr )}}
正n角形（n は3以上の自然数）の対角線の長さの種類は {\displaystyle \left\lfloor {\frac {n}{2}}\right\rfloor -1={\frac {2n-5+(-1)^{n}}{4}}} だけある（⌊x⌋ は床関数）。
正五角形の5本全ての対角線をつなげると五芒星になる。
正六角形の9本の対角線のうち短い6本を組み合わせた図形はダビデの星の形として有名な六芒星になる。

## 初等教育における教材
初等教育では多角形の理解のため五角形や六角形の対角線を取り上げることがある。初等教育の教科書では対角線を「向かい合った頂点を結んだ直線」と定義しており、五角形などの多角形の場合には「向かい合う頂点」を捉えにくいために様々な反応が見られ、その観点の違いを授業で取り上げる例もある。